# Donna Felicità/Okay, ma sì va là
Donna Felicità/Okay, ma sì va là è un singolo dei Nuovi Angeli pubblicato nel 1971.

## Tracce
Lato A
1. Donna Felicità – 2:30 (Renato Pareti, Andrea Lo Vecchio, Roberto Vecchioni)

Lato B
1. Okay, ma sì va là – 2:15 (Bruno Pallini, Renato Pareti)

## I brani
Donna Felicità
Sulla musica scritta da Renato Pareti, Andrea Lo Vecchio e Roberto Vecchioni scrissero il testo.
La canzone partecipò a Un disco per l'estate 1971 entrando tra i 12 finalisti e si classificò al secondo posto al Festivalbar dello stesso anno.  Arrivata nel mese di agosto fino al terzo posto nella Hit Parade dei 45 giri, Donna Felicità fu il 23o singolo più venduto in Italia nel 1971.
Donna Felicità venne incisa anche in spagnolo (Doña felicidad) e fu un successo anche in Spagna e in sud America.
Nato inizialmente con il nome di Senza felicità: "Senza felicità non posso stare", fu poi variato in Donna Felicità. Il testo ha origine da un episodio particolare. Dopo essere incappati nel veto della censura per Luci a San Siro, Andrea Lo Vecchio e Roberto Vecchioni vollero sfidare nuovamente i censori con le allusioni di questo brano: Donna Felicità non ha l'amore / Donna Felicità lo vuol trovare / glielo troveremo noi / chi vuole coltivare la sua rosa?  / Qui ragazzi tutti qui / vediamo chi la sposa / sposa / scommettiamo che io so a chi darà la rosa / rosa.
Il brano superò indenne il controllo della commissione di censura della RAI, ma fu bloccato da quella di Sanremo che non consentì la partecipazione al Festival.